# Catedral de Nuestra Señora de los Ángeles (Los Ángeles)
La catedral de Nuestra Señora de los Ángeles (Cathedral of Our Lady of the Angels en inglés), obra de Rafael Moneo, es una catedral católica en la ciudad de Los Ángeles en Estados Unidos. Es la iglesia principal de la arquidiócesis de Los Ángeles y la sede de S.E. José Horacio Gómez, Arzobispo de Los Ángeles.
La Catedral reemplaza a una catedral anterior y de menor tamaño, la Catedral de Santa Vibiana, que fue dañada seriamente en el Terremoto de Northridge de 1994. Se estimó que las diversas reparaciones sobrepasarían los 180 millones de dólares. La diócesis concluyó que sería más apropiado construir una catedral nueva. El costo de una nueva catedral estimado por la Iglesia era de 150 millones, pero las contribuciones fueron más de lo que esperaban y todas las previsiones de la Iglesia se vieron sobrepasadas y el costo total fue de 189,7 millones.
Varios miembros de la religión católica no estuvieron de acuerdo con el nuevo diseño moderno para la catedral o en crear una iglesia nueva en total. 
La catedral ocupa un área de 23.000 m² (5.6 acres) en la esquina de Temple y Grand Avenue en el Centro de Los Ángeles junto a la autopista 101. La dedicación tuvo lugar el 2 de septiembre de 2002. Juan Pablo II nombró al cardenal James Francis Stafford, presidente del Consejo Pontificio para los Laicos, enviado especial para la Dedicación de la nueva catedral. Fue diseñada por el arquitecto español Rafael Moneo.
La Iglesia de doce pisos de altura puede acomodar a más de 3.000 peregrinos, tiene una plaza de 10,000 m² (2.5 acres), varios jardines y cascadas de agua. Posee también un Centro de Conferencias, una residencia para los obispos y una para el Cardenal Roger Mahony.

## Historia

### Antecedentes: La antigua catedral de Santa Vibiana

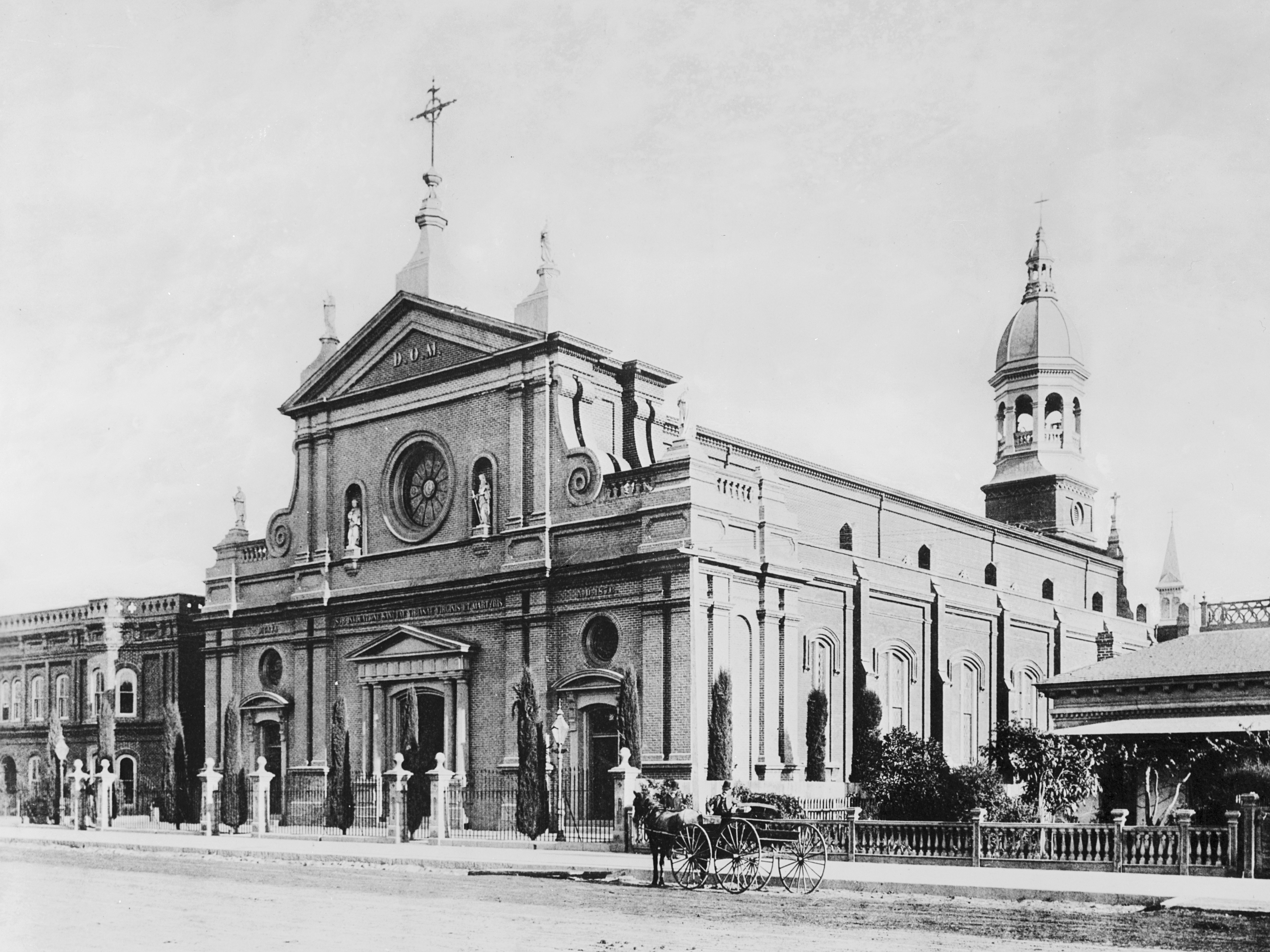
La antigua catedral de Santa Vibiana en el año 1885.

Los primeros planes para construir una catedral católica en la ciudad de Los Ángeles se remontan al año 1859. La primera catedral, diseñada por el arquitecto Ezra F. Kysor,  se levantó entre las calles 1st Street y 2nd Street y se dedicó a Santa Vibiana en 1876, en unos terrenos cedidos a la Iglesia por Amiel Cavalier.
Pronto se vio el hecho de que la catedral se había quedado demasiado pequeña para las necesidades de la arquidiócesis, por lo que fue ampliada entre los años 1922-1924. Su diseño fue principalmente de estilo barroco italiano y su interior fue posteriormente remodelado hacia 1895 empleando ónix y mármol.
En 1994 el terremoto de Northridge dañó seriamente el templo, que ya había sufrido deterioros a causa de varios temblores anteriores; y un estudio sísmico decretó que la catedral era insegura. Por este motivo, en mayo de 1995 se clausuró para ser derribada y construir en ese mismo lugar un nuevo templo.

### Planificación y construcción de la nueva catedral
La propuesta de derribo de la catedral de Santa Vibiana hizo que algunos conservacionistas del patrimonio histórico interviniesen y exigiesen que el antiguo edificio fuera conservado como parte de la nueva catedral. Los ingenieros de la arquidiócesis determinaron que la opción de mantener la estructura del edificio era imposible de considerar, ya que carecía de cimientos y muros reforzados contra movimientos sísmicos. Se estimó también que el coste de salvar el armazón sería de unos 18 o 20 millones de dólares, cantidad que nadie iba a donar para ello; aunque los partidarios de la conservación afirmaban que el coste sería inferior.
Finalmente la arquidiócesis anunció el 22 de julio de 1996 que se buscaría otro emplazamiento para construir la nueva catedral. Dos meses más tarde, la junta asesora de la catedral se reunió con Rafael Moneo, el arquitecto español que se encargaría del diseño del templo, para examinar ocho posibles lugares candidatos, la mayoría de ellos en el centro de Los Ángeles. Tras recorrer los distintos emplazamientos se decidió por el terreno delimitado por Temple Street, Grand Avenue, Hill Street y la autopista de Hollywood. Hasta ese momento el propietario del terreno era el Condado de Los Ángeles, que lo había estado usando como aparcamiento, y estuvo de acuerdo en venderlo a la arquidiócesis. La venta se formalizó el 23 de diciembre de 1996 con una cuantía de 10,85 millones de dólares.

### Consagración del templo actual
El 2 de septiembre de 2002 fue consagrada la nueva Catedral de Nuestra Señora de Los Ángeles. Mientras tanto, la antigua catedral fue finalmente restaurada por los desarrolladores Tom Gilmore y Richard Weintraub, quienes gastaron alrededor de 6 millones de dólares convirtiéndola en un centro de eventos y un lugar de actuación.
Más de quinientos sacerdotes, obispos y cardenales participaron en la misa de inauguración de la catedral. Una procesión encabezada por tambores escoceses y nigerianos llevaron las reliquias de varios santos, entre ellas las del misionero español San Junípero Serra. Fue la primera inauguración de una catedral católica en los Estados Unidos en más de treinta años desde la Catedral de Santa María de la Asunción en San Francisco.

## Arquitectura

### Interior
Planta con cierta novedad.
Se accede a la iglesia por el ábside y se crea un deambulatorio para ir hacia el otro extremo de la nave y luego regresar.

### Mausoleo

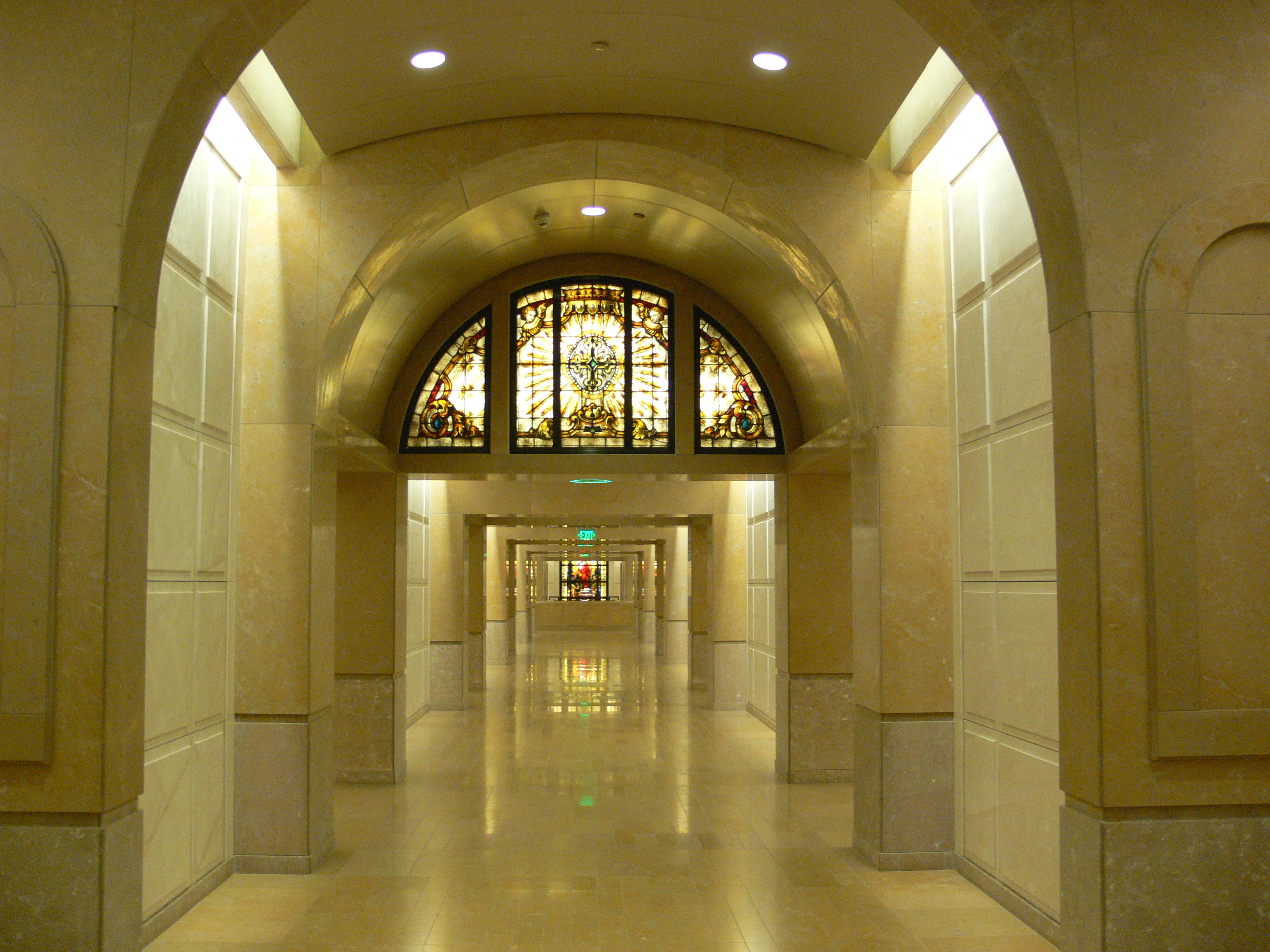
Uno de los pasillos del mausoleo de la Catedral de Nuestra Señora de los Ángeles.

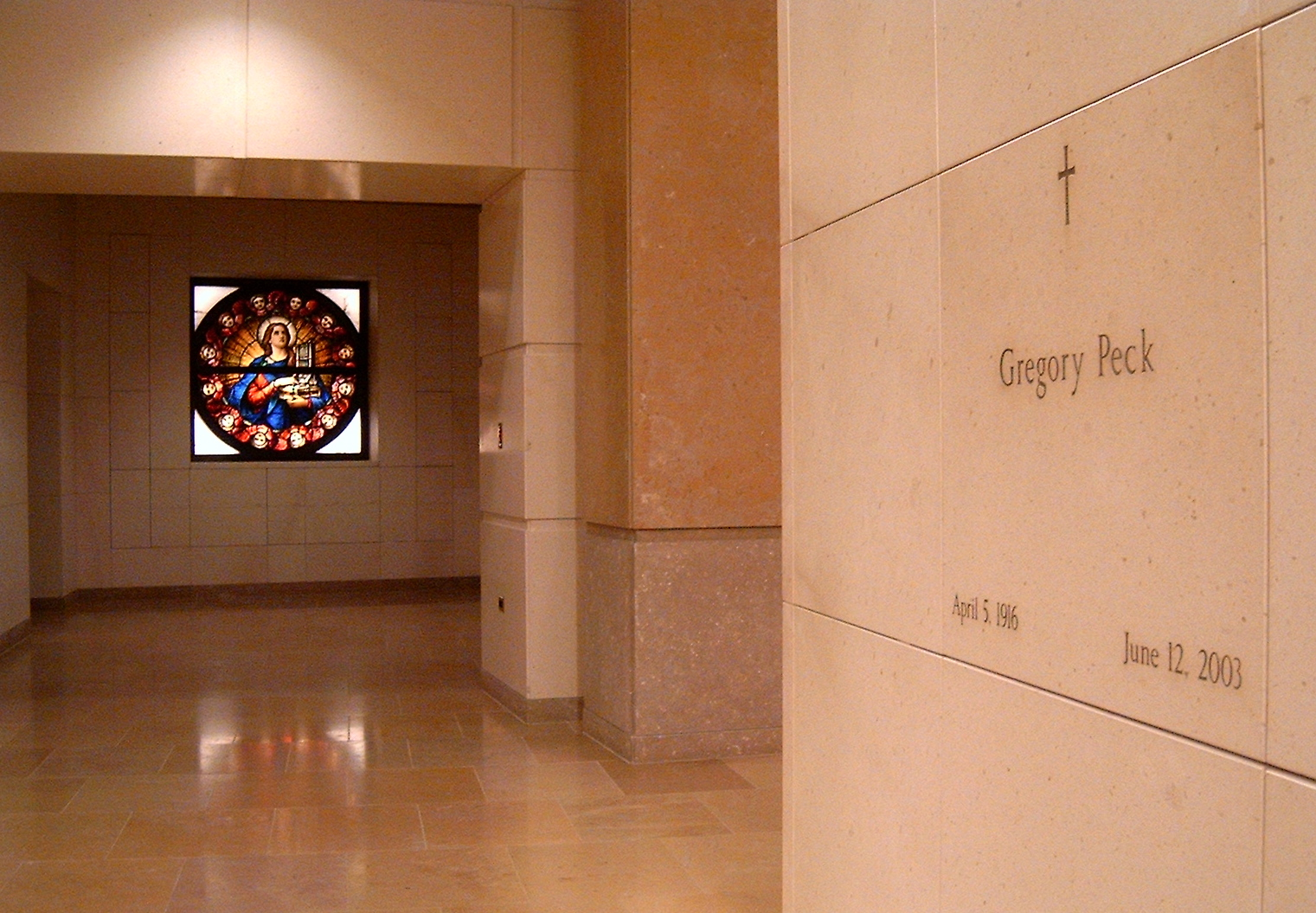
Tumba de Gregory Peck en la Catedral de Nuestra Señora de los Ángeles.

El mausoleo se encuentra en el nivel más bajo, un nivel por debajo de la propia catedral, y situado junto enfrente de la capilla dedicada a Santa Vibiana. Cuenta con 1 275 criptas destinadas a albergar féretros, 4 794 nichos para urnas funerarias y más de 200 espacios destinados a albergar cenotafios.
Todos los obispos anteriores de la arquidiócesis se conmemoran en el mausoleo, y los restos de algunos de los obispos y auxiliares que fallecieron antes de la construcción de la catedral fueron trasladados al nuevo templo, que incluye una cripta destinada para el arzobispo emérito y cardenal Roger Mahony. Adyacente al mausoleo, en su capilla, se encuentra la tumba de Santa Vibiana, patrona de la arquidiócesis de Los Ángeles.

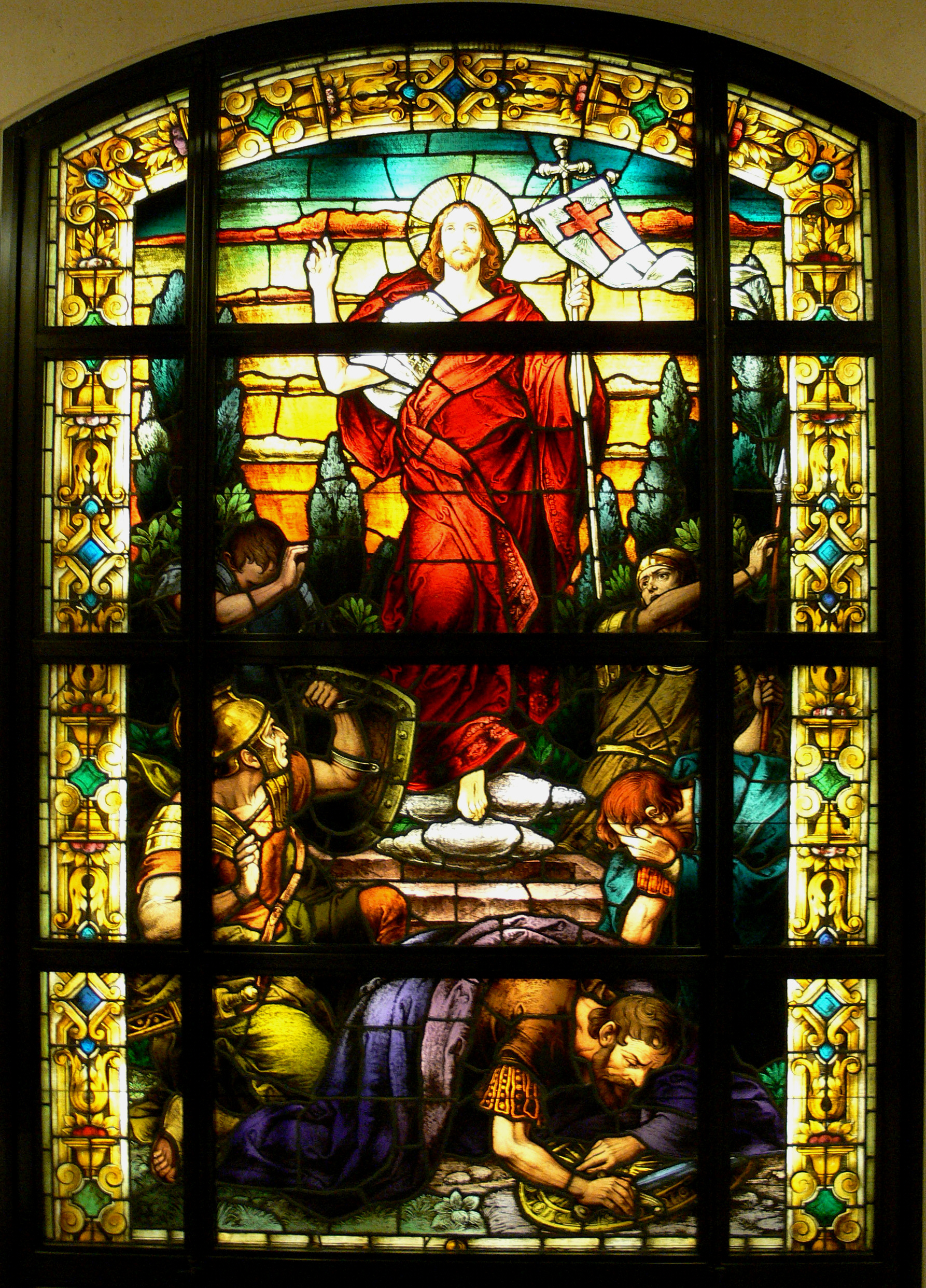
Vidriera que representa la resurrección de Jesús.

En el mausoleo se conservan las vidrieras barrocas que originalmente fueron instaladas en la antigua catedral de Santa Vibiana, que fueron restauradas y completadas por los The Judson Studios. En total son dieciséis ventanales y nueve lunetas que fueron realizadas en los años 1920 por la compañía de Franz Mayer situada en Múnich, Alemania.
Cuatro de las vidrieras de los ventanales representan a cada uno de los cuatro evangelistas a través de sus símbolos: el hombre alado de San Mateo, el león de San Marcos, el toro, de San Lucas, y el águila de San Juan. Otras diez vidrieras se centran en pasajes bíblicos del Nuevo Testamento, una está dedicada a Santa Cecilia y otra a Jesús como Cordero de Dios.
Las nueve lunetas, por su parte, se distribuyen a lo largo de la nave central del mausoleo. Siguen el estilo de Versalles, con colores claros en el interior y esmaltes de colores vivos en los bordes exteriores; e incluyen también simbología católica.
Entre los personajes famosos enterrados en el mausoleo destaca el actor Gregory Peck.

## Otras instalaciones
El complejo cuenta además con un centro de conferencias destinado a albergar distintos tipos de eventos. Incluye ocho salas de reuniones equipadas con conexión a Internet, pantallas de proyección, y material técnico audiovisual. Bajo dicho centro de conferencias se encuentra el estacionamiento.
Desde la plaza, además, se puede acceder a una tienda de regalos y artículos religiosos.

## Eventos
El 3 de agosto de 2018 en la catedral tuvo lugar uno de los conciertos de Libera en su gira estival por Estados Unidos.
Todos los miércoles por la tarde la catedral celebra un recital de órgano, gratuito y abierto al público.